# Odyssey Entertainment
Odyssey Entertainment – brytyjska wytwórnia filmowa specjalizująca się w finansowaniu, sprzedaży i dystrybucji filmów, została założona w 2001 roku przez Louise Goodsill i Ralpha Kampa.
W sierpniu 2009 roku wytwórnia zaprzestała działalności.

## Filmografia (według roku)

### 2008
- Czy ktoś tam jest?
- Wojna domowa
- Banda amatorów
- Małpy w kosmosie

### 2007
- Spirala życia i śmierci
- Cudowne dziecko
- Kiedyś mnie znajdziesz

### 2006
- Happy Wkręt
- Czarna magia
- Renaissance (film)

### 2005
- Lassie
- Boy Eats Girl
- Szeregowiec Dolot

### 2004
- Upiór w operze
- Rozpustnik

### 2002
- Dolina cieni